# Brachystegia
Brachystegia är ett släkte av växter som ingår i familjen ärtväxter. Arter av släktet utgör ett dominerande inslag i den öppna skog eller savann som täcker stora delar av södra Centralafrika, så kallad miombo.

## Bildgalleri

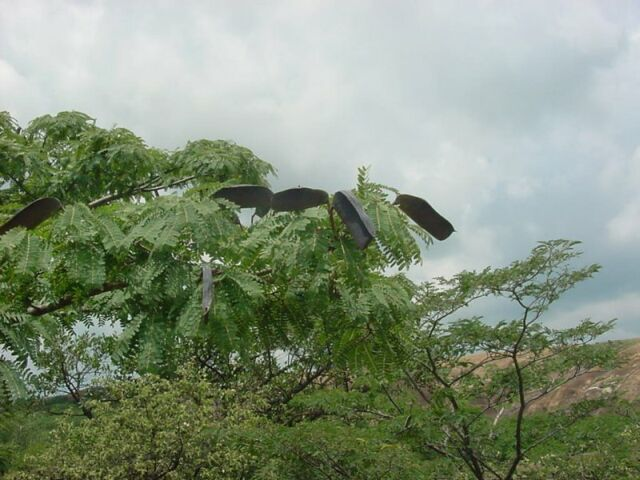
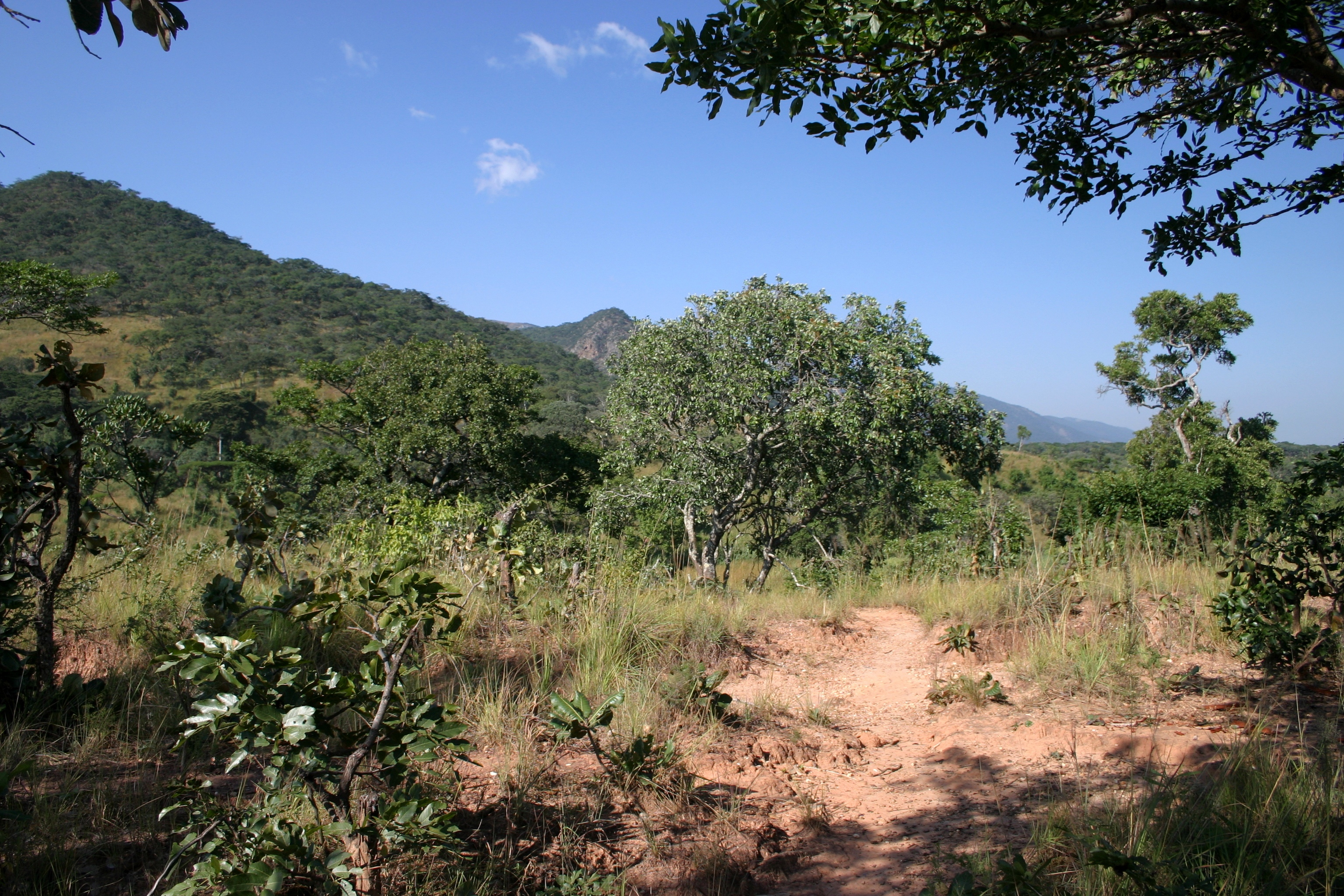
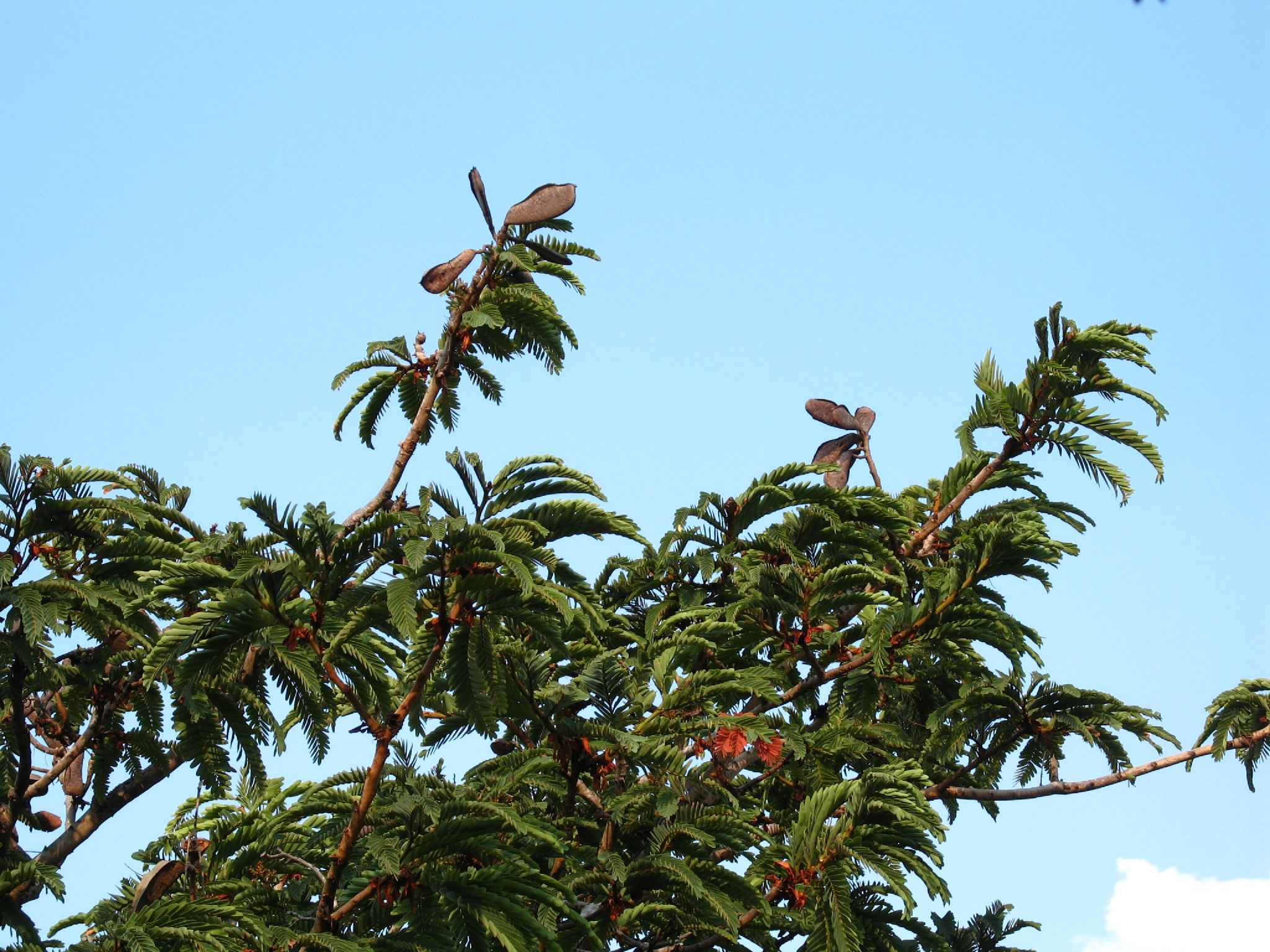

## Dottertaxa tillBrachystegia, i alfabetisk ordning[1]
- Brachystegia allenii
- Brachystegia angustistipulata
- Brachystegia bakeriana
- Brachystegia bequaertii
- Brachystegia boehmii
- Brachystegia bussei
- Brachystegia cynometroides
- Brachystegia eurycoma
- Brachystegia floribunda
- Brachystegia glaberrima
- Brachystegia glaucescens
- Brachystegia gossweileri
- Brachystegia kalongensis
- Brachystegia kennedyi
- Brachystegia laurentii
- Brachystegia leonensis
- Brachystegia longifolia
- Brachystegia luishiensis
- Brachystegia lujae
- Brachystegia manga
- Brachystegia microphylla
- Brachystegia mildbraedii
- Brachystegia nigerica
- Brachystegia puberula
- Brachystegia russelliae
- Brachystegia spiciformis
- Brachystegia stipulata
- Brachystegia subfalcato-foliolata
- Brachystegia tamarindoides
- Brachystegia taxifolia
- Brachystegia torrei
- Brachystegia utilis
- Brachystegia wangermeeana
- Brachystegia zenkeri